# Aphelandra goodspeedii
Aphelandra goodspeedii är en akantusväxtart som beskrevs av Standley och F. A. Barkley. Aphelandra goodspeedii ingår i släktet Aphelandra och familjen akantusväxter. Inga underarter finns listade i Catalogue of Life.